# Such a Shame
Such a Shame ist ein Lied von Talk Talk aus dem Jahr 1984, das von Mark Hollis geschrieben und von Tim Friese-Greene produziert wurde. Es erschien auf dem Album It’s My Life.

## Hintergrund
Für den Songtext ließ sich Mark Hollis vom Buch Der Würfler von Luke Rhinehart inspirieren, das zu seinen Lieblingsbüchern zählte. Im sprachlich einfach gehaltenen Text denkt der Protagonist über sein Experiment nach, wichtige Entscheidungen durch Würfeln zu treffen: Eigentlich sei es eine Schande, sich so der Verantwortung zu entziehen. Jedes Auge auf dem Würfel stehe für einen anderen Lebensentwurf. Es solle schnell eine neue Zahl gewürfelt werden – der Drang, sich ständig verändern zu wollen, sei allerdings eine Schande. Irgendwann werde als Abschluss die Todeszahl Acht aufgerufen. Hollis sagte zu dem Roman: „Ein gutes Buch, kein Lebensstil, den ich empfehlen würde.“
Der Song beginnt mit einem einzigartigen Synthesizer-Klang, der an einen Elefantenruf erinnert. Am Ende des Refrains ist ein Progrock-artiger Orgelsound zu hören, das Schlagzeug ist druckvoll produziert, und der Bass wird der Epoche gemäß in Slap-Technik gespielt.
Im Video zu dem Song, das die Band mit Tim Pope drehte, spielt Mark Hollis in wechselnder Kleidung den Würfelspieler, dessen Gesichtsausdruck ständig entgleitet. Ab und zu wird ein animierter Würfel eingeblendet. Laut Hollis habe man mit dem Video versucht, den 500 Seiten starken Roman in vier Minuten pantomimisch darzustellen.

## Veröffentlichung und Rezeption

### Chartplatzierungen
Die Veröffentlichung fand im März 1984 statt, im Gegensatz zum Vorgänger It’s My Life wurde dieser Synthie-Pop-Song in vielen Ländern ein Top-Ten-Hit und schaffte in der Schweiz sogar Platz eins.
1990 wurde der Song erneut veröffentlicht. Diese Version erreichte Platz 78 im Vereinigten Königreich.
| ChartsChartplatzierungen       | Höchstplatzierung | Wochen |
| ------------------------------ | ----------------- | ------ |
| Deutschland (GfK)              | 2 (23 Wo.)        | 23     |
| Österreich (Ö3)                | 2 (12 Wo.)        | 12     |
| Schweiz (IFPI)                 | 1 (16 Wo.)        | 16     |
| Vereinigte Staaten (Billboard) | 89 (3 Wo.)        | 3      |
| Vereinigtes Königreich (OCC)   | 49 (6 Wo.)        | 6      |

| ChartsJahrescharts (1984) | Platzierung |
| ------------------------- | ----------- |
| Deutschland (GfK)         | 4           |
| Österreich (Ö3)           | 17          |
| Schweiz (IFPI)            | 3           |

### Kritiken
Richard Cook vom NME-Magazin verriss das Stück im März 1984 und beschrieb es als „gesichtsloses Bedauern, dem Lurex-Mülleimer entlockt.“

### Weitere Verwendung
- Im österreichischen Film Die Muse des Mörders von 2018 wird der Song gespielt.
- In der Fernsehserie Deutschland 86 von 2018 wird der Song in der Extended Version gespielt.
- In Frankreich wurde der Song in einer Werbung für den Peugeot 205 verwendet.

### Coverversionen
Im Jahr 2002 nahm Sandra das Lied für ihr siebtes Studioalbum Wheel of Time auf, produziert von Michael Cretu und Jens Gad. Diese Version konnte sich auf Platz 76 der deutschen Charts platzieren. Im gleichen Jahr schaffte es eine Trance-Version der Formation Moonwalker auf Platz 35 in die österreichische Hitliste. Weitere Coverversionen wurden von folgenden Künstlern gesungen:
- 1984: James Last
- 1997: Fancy
- 2002: Markus Güntner
- 2004: Jackie Moore
- 2005: X-Perience
- 2007: Crew 7
- 2008: Atrocity
- 2008: Matthias Vogt
- 2009: Nouvelle Vague
- 2011: Solar Fake
- 2012: Michel Schmied
- 2013: Carlo (van Putten) und Robert (Smeekers); als Duo außerhalb ihres eigentlichen Projekts White Rose Transmission
- 2013: Delain
- 2018: Unplaces